# Тубіфера
Тубіфера (лат. Tubifera) — рід найпростіших з класу міксоміцетів сімейства ретікулярієві. Види роду поширені переважно у лісових екосистемах; спостерігаються на мертвій деревині та листовій підстилці. Мешкають у помірній, тропічній та екваторіальній зонах, виявлені на всіх континентах, крім Антарктиди. Спороношення роду Тубіфера відрізняються досить великими розмірами (0,5-5 см), і добре помітні неозброєним оком, особливо в молодому стані, коли вони мають яскраво-рожеве, тілесне або кремове забарвлення. В англійській мові відома народна назва «mullbery slime mold» — «шовковичний слизовик».

## Життєвий цикл
Як інші міксоміцети, тубіфери мають складний життєвий цикл. Спори проростають із вивільненням амебоїдних клітин, що розвиваються з утворенням багатоядерного плазмодія. Після досягнення критичної маси, плазмодій перетворюється на плодове тіло — спорофор.

## Опис

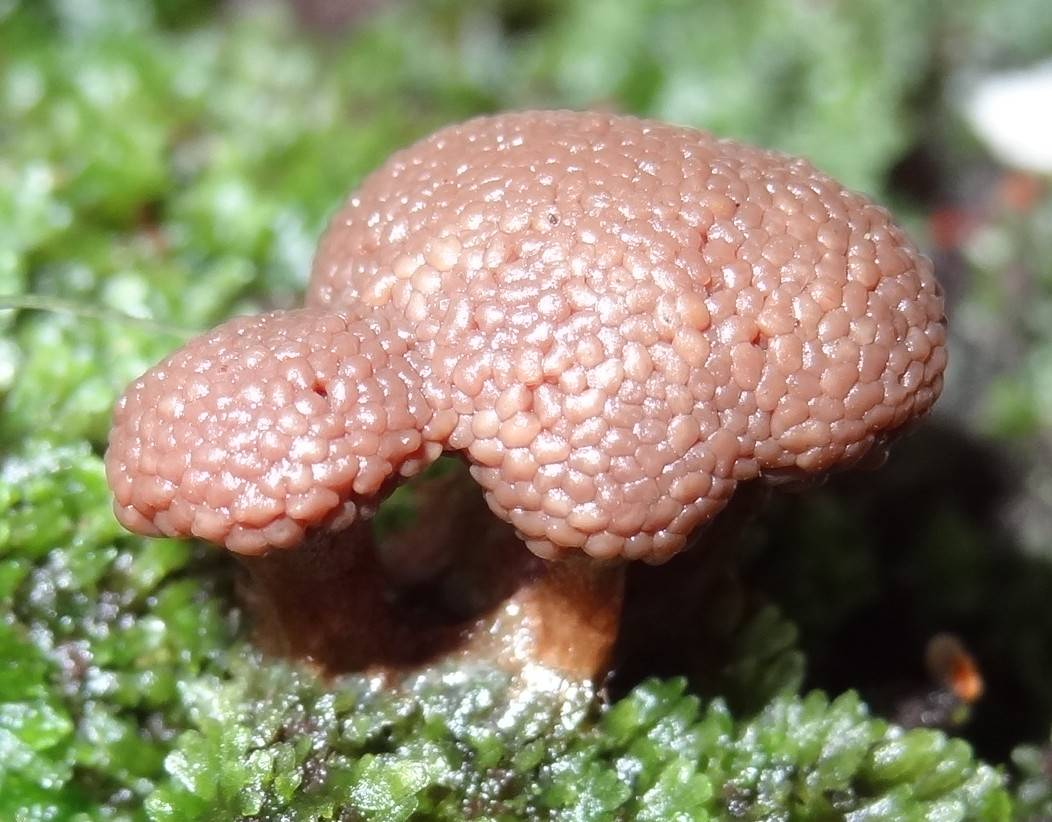
Tubifera microsperma

Спорофори — псевдоеталії, утворені переважно циліндричними споротеками ; подушкоподібні, напівсферичні, розпростерті. Гіпоталюс губчастий, білий, жовтуватий або коричневий може утворювати циліндричну ніжку. Індивідуальні споротеки циліндричні, рідше сферичні або лабіринтоподібні, розташовані у вигляді одного або декількох шарів, округлі або полігональні від перерізу від взаємного стиснення; верхівки споротек закруглені, булавоподібні, конічні чи плоскі. Перідій плівчастий, еластичний, блискучий або матовий, іноді слабо іридує; розтин нерегулярний, переважно у верхній частині. Псевдоколюмелла відсутня або є, конічна або циліндрична, іноді зростається з верхівкою споротеки; може утворювати бічні відгалуження. Псевдокапіліцій відсутня, рідше має вигляд плівчастих тяжів між перфорованими ділянками перидію. Спори в масі іржаво-коричневі, рідше охряно-коричневі, мідно-коричневі; орнаментовані сіточкою, зрідка бородавочками або гребенями, часто з блідою областю. Плазмодій і молоді спорокарпи — різних відтінків рожевого, при дозріванні — каштаново-коричневі або чорні.

## Географічне поширення
Види роду Тубіфера поширені в лісових екосистемах по всій Земній кулі. Вони звичайні у хвойних та широколистяних лісах помірної зони Північної півкулі (США, Канада, Росія), відзначені у Західній Європі, Індії, Китаї, Центральній та Південній Америці, Австралії .

## Види

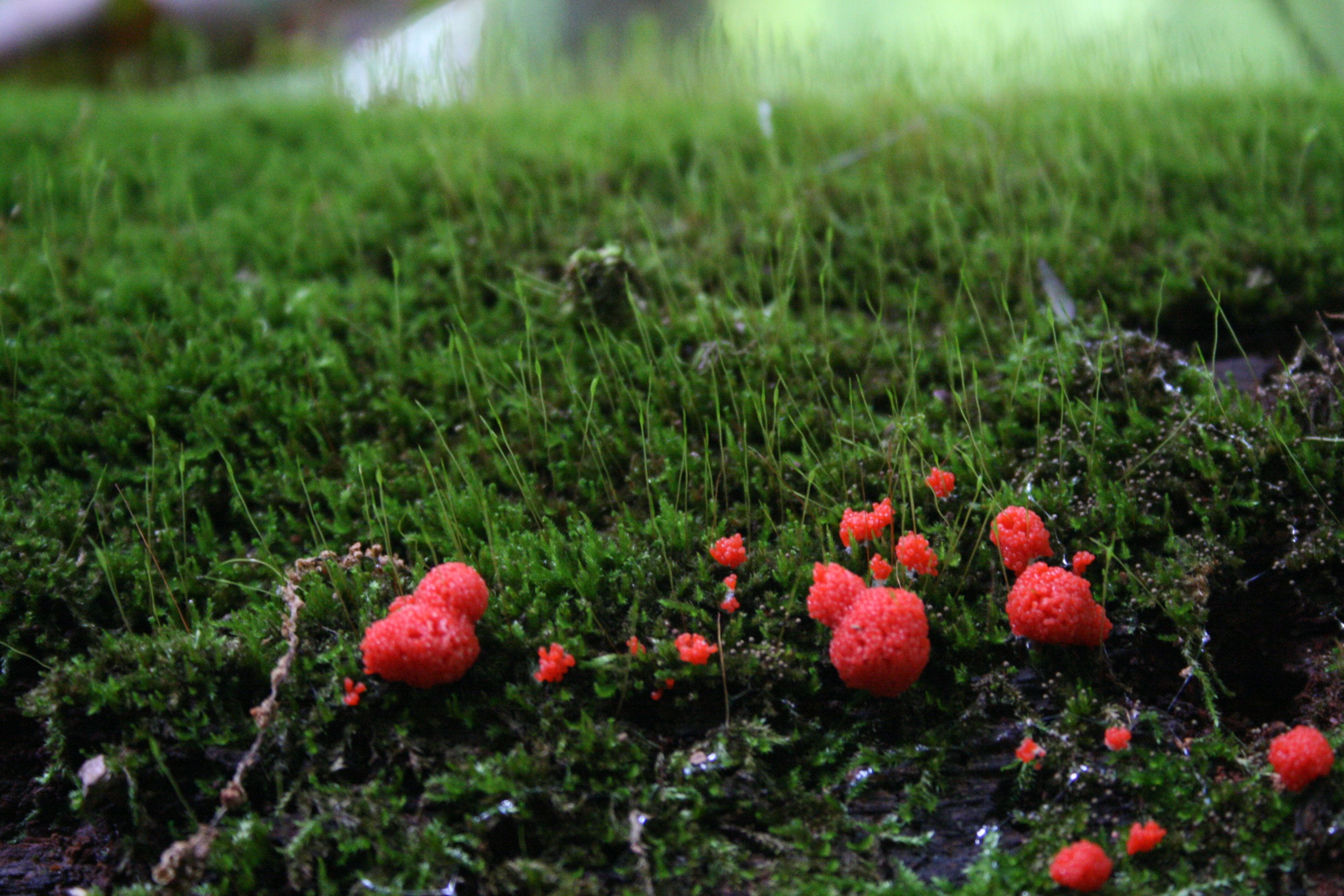
Незріле спороношення Tubifera ferruginosa

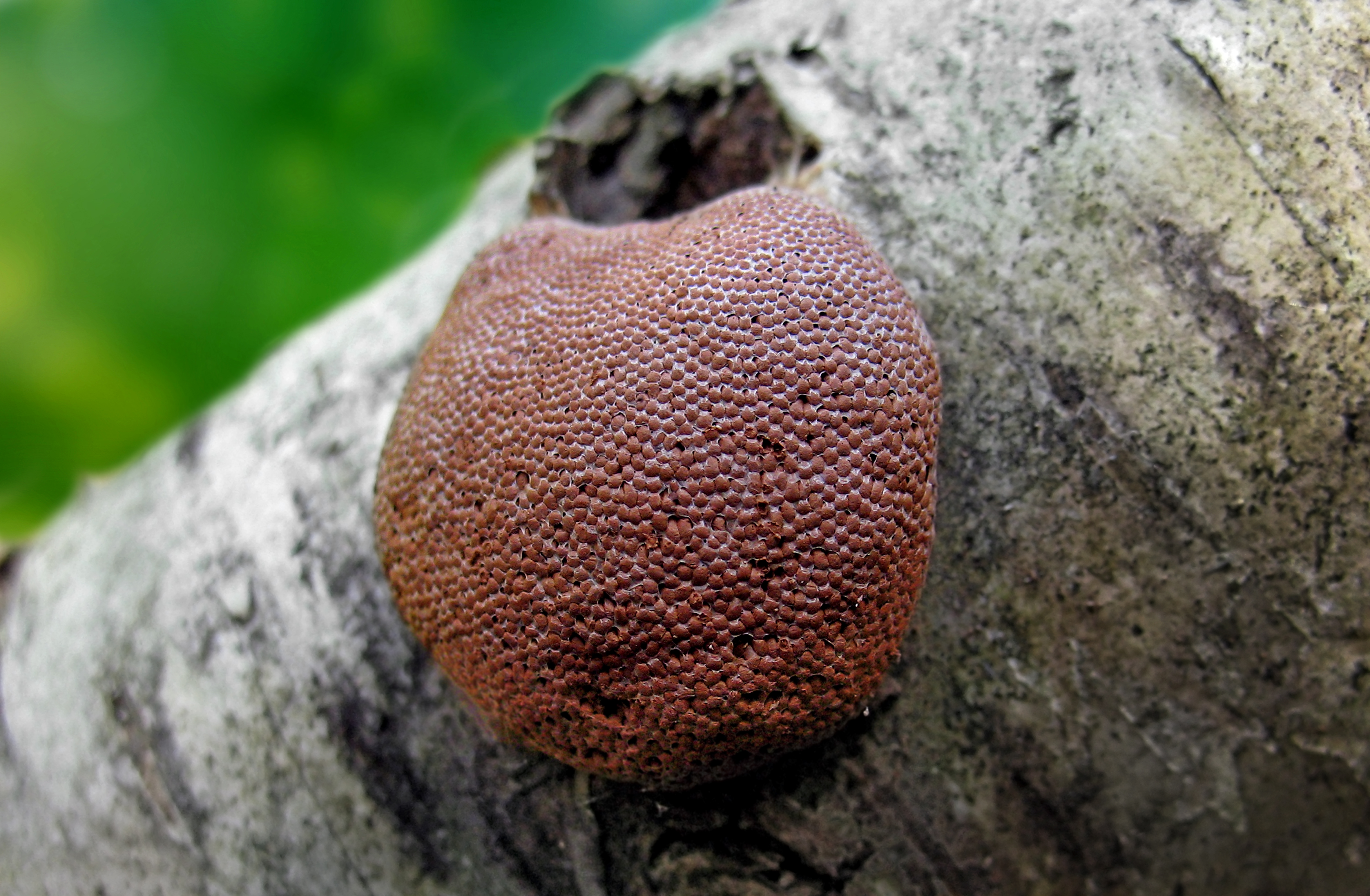
Tubifera applanata

Найбільш відомий поліморфний вигляд T. ferruginosa, повсюдно поширений у лісах Північної півкулі. T. applanata описана з помірних широт Євразії. Види T. dimorphotheca та T. bombarda зустрічаються в екваторіальній зоні та Південній півкулі.
В даний час рід включає 12 видів, у тому числі:
- Tubifera applanata[5]
- Tubifera casparyii
- Tubifera corymbosa[6]
- Tubifera dictyoderma
- Tubifera dimorphotheca
- Tubifera dudkae[6]
- Tubifera ferruginosa
- Tubifera magna[6]
- Tubifera microsperma
- Tubifera montana[6]
- Tubifera papillata
- Tubifera pseudomicrosperma[6]

Раніше до роду також відносили Alwisia bombarda.